# University of Mississippi
University of Mississippi är ett delstatligt universitet i Oxford, Mississippi, USA.
James Meredith var den förste afroamerikanske studenten på University of Mississippi vilket var en milstolpe för medborgarrättsrörelsen i USA. 